# Луи Томлинсън
Лу̀и Уѝлям То̀млинсън (на английски: Louis Willam Tomlinson), с рождено име Луи Трой Остин, е певец и бивш член на британско – ирландската бой банда One Direction.

## Биография и творчество
Луи Томлинсън е роден на 24 декември 1991 г. в Донкастър, Англия. Родителите на Луи се казват Трой Остин и Джоана Поулстън. Когато той е малък, те се разделят и той взима името на втория си баща – Марк Томлинсън. Луи има шест полусестри и един полубрат: една от страната на баща си (Джорджия) и четири от тази на майка си (Шарлот, Фелисити (Физи) и близначките Дейзи и Фийби) и близнаците Дорис и Ърнест от третия брак на майка му с Дан Дикин.
Две от сестрите му участват в предаването „Fat Friends“ като бебета, а Луи също се появява като статист. След тази си роля той учи в училище за актьорство в Барнзли и получава малки роли в предаванията „If I Had You“ и „Waterloo Road“. По-късно е записан в училищата „Hall Cross School“ и „The Hayfield School“. Не успява да вземе задължителните за всички изпити от първия път и се налага да се върне в „Hall Cross School“, за да опита отново. През годините работи на множество места, включително в кино и на футболен стадион.

### The X Factor
Още като ученик Луи участва в няколко мюзикъла. Споменава, че участието му в ролята на Дани Зуко в мюзикъла Grease („Брилянтин“) го вдъхновява да се яви на прослушване за британското издание на музикалното реалити шоу X Factor. Там той изпълнява песента „Hey There Delilah“ и получава три положителни гласа от присъстващите съдии. В тренировъчния лагер той изпява „Make You Feel My Love“ и Преминава през всички етапи в лагера, без последния. В първия момент Томлинсън не е избран за къщите на съдиите. Вече готов да си замине обратно в Донкастър, той е извикан обратно от съдиите заедно с Хари Стайлс, Лиъм Пейн, Зейн Малик и Найл Хоран. Известната певица и гост съдия Никол Шерзингер им съобщава, че те са избрани да продължат в шоуто като група. Момчетата приемат и достигат до финала на шоуто, завършвайки на трето място.
Луи споменава, че Роби Уилямс е най-голямото му вдъхновение и идол.
| „                                                       | Винаги съм обожавал Роби. Толкова е дързък, всичко му се разминава. Изпълненията му са невероятни. | “ |
| Луи по адрес на Роби Уилямс в интервю за списанието Now | |   |

## Дискография

### Студийни албуми
- Walls (2020)